# Tibor R. Machan
Tibor Richard Machan (18 de marzo de 1939- 24 de marzo de 2016) fue un profesor emérito en el departamento de filosofía de la Auburn University, y tenía la cátedra de Business Ethics and Free Enterprise de la escuela de negocios de la Chapman University en Orange, California. Se desempeñó como investigador de la Hoover Institution en la Universidad de Stanford, también profesor adjunto del Instituto Mises y académico adjunto en el Instituto Cato.
Machan editó la revista Reason durante dos años y fue el editor de Reason Papers, una revista anual interdisciplinaria de estudios normativos, durante 25 años. Impartió clases en Europa, Sudáfrica, Nueva Zelanda, República de Georgia, Armenia y América Latina sobre ética empresarial y filosofía política. Machan vive en Silverado Canyon, Orange County, California. 
Machan y su padre escaparon de la República Popular de Hungría en 1956, cuando él tenía 14 años de edad. En 1965, se graduó en el Claremont McKenna College (luego Man College). Tomó su maestría en artes en filosofía en la Universidad de Nueva York, desde 1965 a 1966 y su doctorado en filosofía de la Universidad de California en Santa Bárbara, 1966-1971.

## Pensamiento
El profesor Machan es autor de más de cien trabajos académicos y más de treinta libros, además es un columnista freelance sindicado. Su trabajo generalmente se centra en la filosofía política, concretamente la teoría de derechos naturales y la libertad negativa, a favor de un libertarismo sin distinciones entre izquierda o derecha. También escribió con frecuencia sobre la ética empresarial, un ámbito neoaristotélico donde la ética comercial y de negocios gana su conducta moral permanente mediante la constitución de las virtudes de la productividad y la prudencia. También argumentó que el campo presupone la institución del derecho a la propiedad privada (el comercio no puede vender lo que no posee o no ha sido autorizado para el comercio por el propietario).
Machan también escribió en el campo de la epistemología. Prestó especial atención al reto del conocimiento humano, a partir de las concepciones de Ayn Rand sobre el conocimiento humano y las ideas de J. L. Austin y Gilbert Harman. Machan también ha argumentado contra los derechos de los animales. 
Machan trabajó también en el problema del libre albedrío, defendía una noción laica, naturalista (pero no materialista) de la iniciativa y el tratamiento ético de los animales. Fue un escéptico del calentamiento global.

## Publicaciones
- Libertarianism Defended (Ashgate, 2006)
- Libertarianism, For and Against, w/C. Duncan (Rowman & Littlefield, 2005; f/c)
- The Man Without a Hobby (Hamilton Books, 2004)
- Objectivity: Recovering Determinate Reality (London, UK: Ashgate, 2004)
- Neither Left nor Right, Selected Columns (Hoover Institution Press, 2004)
- Putting Humans First, Why We Are Nature’s Favorites (Rowman & Littlefield, 2004)
- The Liberty Option (Imprint Academic, 2003)
- The Passion for Liberty (Rowman & Littlefield, 2003)
- The Right to Private Property (Hoover Institution Pres, 2002)
- A Primer on Business Ethics w/J. Chesher (Rowman & Littlefield, 2002)
- Initiative: Human Agency and Society (Hoover Institution Press, 2000)
- Ayn Rand (Peter Lang, 2000)
- The Business of Commerce w/J. Chesher (Hoover Institution Press, 1999)
- Classical Individualism (Routledge, 1998)
- Generosity; Virtue in the Civil Society (Cato Institute, 1998)
- Why Freedom Must be First (Hoover Institution Press, 1997)
- A Primer on Ethics (University of Oklahoma Press, 1997)
- Private Rights & Public Illusions (Transaction, 1995).
- The Virtue of Liberty (Foundation for Economic Education, 1994).
- Liberalisme, Ethique et Valuers Morales (Institut Euro 92, 1993).
- Capitalism and Individualism: Reframing the Argument for the Free Society (St. Martin's Publishing Co. & Harvester Wheatsheaf *Books, 1990).
- A Dialogue Partly on Political Liberty [w/J. N. Nelson] (University Press of American, 1990)
- Liberty and Culture: Essays on the Idea of a Free Society (Prometheus Books, 1989).
- Individuals and Their Rights (Open Court, 1989).
- Marxism: A Bourgeois Critique (MCB University Press Limited, 1988).
- The Moral Case for the Free Market Economy (The Edwin Mellen Press, 1989, rev. [English] version of Freedom Philosophy).
- Freedom Philosophy (AB Timbro, 1987).
- Introduction to Philosophical Inquiries (Allyn & Bacon, 1977;  University Press of America, 1985).
- Human Rights and Human Liberties (Nelson-Hall, 1975).
- The Pseudo-Science of B.F. Skinner (Arlington House, 1973).